# Alfred Schliestedt
Alfred Schliestedt (* 28. November 1921 in Berlin; † 22. April 1963 in Schöningen) war ein deutscher Pädagoge und Politiker (SPD).

## Leben und Beruf
Nach dem Schulbesuch leistete Schliestedt zunächst Reichsarbeitsdienst, wurde dann zur Wehrmacht eingezogen und nahm von 1941 bis 1945 als Soldat am Zweiten Weltkrieg teil. Anschließend absolvierte er ein pädagogisches Hochschulstudium, trat in den Schuldienst ein und wurde 1961 Rektor einer Volksschule.

## Partei
Schliestedt beantragte am 26. Mai 1939 die Aufnahme in die NSDAP und wurde zum 1. September desselben Jahres aufgenommen (Mitgliedsnummer 7.089.825). 1946 schloss er sich der SPD an. Er war seit 1957 Vorsitzender des SPD-Kreisverbandes Helmstedt und wurde im gleichen Jahr zum Vorsitzenden des dortigen Unterbezirkes gewählt.

## Abgeordneter
Schliestedt war seit 1948 Ratsmitglied der Stadt Schöningen und seit 1952 Kreistagsmitglied des Kreises Helmstedt. Dem Deutschen Bundestag gehörte er vom 29. September 1961, als er für den ausgeschiedenen Abgeordneten Walter Harm nachrückte, bis zum Ende der Wahlperiode am 15. Oktober 1961 an. Er war über die Landesliste Niedersachsen ins Parlament eingezogen.